# Gianni Riso
Gianni Riso (né le 31 août 1952) est un chanteur et DJ italien d'Italo disco.

## Biographie
Gianni Riso passe pour la première fois à l'antenne alors qu'il n'avait que douze ans, dans l'émission Attenti al ritmo animée par Mike Bongiorno en 1964. Par la suite, il devient musicien pendant quelque temps, jouant dans le groupe beat qui accompagnait Gidiuli, le Gidiuli and the Douglas Group. À l'âge de 22 ans, il s'installe à Montréal, au Canada, où il travaille pour le radiodiffuseur CFMB,. Trois ans plus tard, en 1977, il rentre en Italie et, avec l'avènement des premières radios privées, il commence à émettre sur Radio Studio 105, où il travaillera pendant 22 ans, animant l'émission Più di qua che di là, qui sera rebaptisée Gianni Riso Show. Il émet également sur d'autres stations de radio, dont Radio Rai. À la fin des années 1970, il anime également un programme musical à la télévision sur Telealtomilanese.
En 1980, il combine ses engagements à la radio et à la télévision avec ceux de chanteur et sort le single Disco Shy sous le label Goodymusic de Fred Jacques Petrus. Le disque est réalisé avec Mauro Malavasi, qui revient tout juste du grand succès international de The Glow of Love de Change. Sur la face B du disque, il réalise une version instrumentale du titre, l'un des premiers raps en langue italienne, intitulé Bo ? En 1984, il présente Pronto Video, un programme de clips vidéo sur Rete 4, après le déjeuner. Fait inhabituel pour l'époque, il consacre un épisode entièrement au hard rock, dans lequel il présente, entre autres groupes, Storm, démontrant ainsi une solide culture dans ce secteur également.
En 1993, il revient à la télévision sur Antenna 3 Lombardia, en présentant E vissero felici avec Fabrizia Carminati. En 1999, il passe à RTL 102.5, où il présente Attenti a noi tre en tandem avec Grant Benson, avant d'être envoyé à New York en 2001.
En juin 2005, il retourne travailler à Radio 101, nouvellement acquise par Mondadori. Il anime de 8 à 10 heures la deuxième partie de La carica di 101, une émission matinale dont les deux premières heures sont confiées à Paolo Cavallone et Sergio Sironi, le couple qui ouvre les programmes de la chaîne depuis des années. Toujours sur Radio 101 en 2006, il présente Quello che la notte, diffusé tous les soirs du lundi au vendredi de minuit à deux heures. Le 29 août 2007, le jour de son 55e anniversaire, il lance son blog, et toujours depuis le web, il continue à dialoguer avec ses auditeurs à travers Radio SNJ, une webradio où il anime l'émission CYA! du lundi au vendredi de 15 h à 17 h. À partir du 22 avril 2013, Gianni Riso reprend l'antenne depuis les studios milanais de la radio vénitienne Bellla e Monella, en animant l'émission La globarisazione de 7 h à 10 h.
En 2015, il revient sur RTL 102.5 pour la grille d'été, puis passe à la nouvelle radio Zeta (créée par Suraci) au début de l'année 2016, animant l'émission matinale La Sveglia di Zeta. Il anime le programme radio Notturno Zeta, qu'il dirige de 3 h à 6 h du matin. Depuis, il est de retour pour animer le programme La sveglia di Zeta, diffusé du lundi au vendredi de 6 h à 9 h du matin.

## Discographie

### Singles
- 1980 : Disco Shy
- 1981 : Fumo per dimenticare